# نمنكان
نمنكان أو نمنغان أو نمنجان (Namangan) هي مدينة بشرق أوزبكستان وتعد ثالث أكبر مدينة بأوزبكستان من حيث السكان، مركز لولاية نمنغان. بلغ عدد سكانها ما يقارب 475,700 نسمة حسب تعداد عام 2014.
تعتبر نمنكان من المدن المشهورة في أوزبكستان بصناعة الألبان ومشتقاتها، معظم سكانها كانوا من الطبقة الحاكمة قبل دخول السوفييت لأرضها، هاجر معظم سكانها بحثاً عن موطن آخر .

## المناخ
يظهر الجدول التالي التغييرات المناخية على مدار السنة لنمنكان:
| البيانات المناخية لـنمنكان                                  | البيانات المناخية لـنمنكان | البيانات المناخية لـنمنكان | البيانات المناخية لـنمنكان | البيانات المناخية لـنمنكان | البيانات المناخية لـنمنكان | البيانات المناخية لـنمنكان | البيانات المناخية لـنمنكان | البيانات المناخية لـنمنكان | البيانات المناخية لـنمنكان | البيانات المناخية لـنمنكان | البيانات المناخية لـنمنكان | البيانات المناخية لـنمنكان | البيانات المناخية لـنمنكان |
| الشهر                                                       | يناير                      | فبراير                     | مارس                       | أبريل                      | مايو                       | يونيو                      | يوليو                      | أغسطس                      | سبتمبر                     | أكتوبر                     | نوفمبر                     | ديسمبر                     | المعدل السنوي              |
| ----------------------------------------------------------- | -------------------------- | -------------------------- | -------------------------- | -------------------------- | -------------------------- | -------------------------- | -------------------------- | -------------------------- | -------------------------- | -------------------------- | -------------------------- | -------------------------- | -------------------------- |
| متوسط درجة الحرارة الكبرى °م (°ف)                           | 4.4 (39.9)                 | 7.9 (46.2)                 | 15.3 (59.5)                | 23.0 (73.4)                | 28.5 (83.3)                | 34.0 (93.2)                | 35.1 (95.2)                | 33.9 (93.0)                | 28.9 (84.0)                | 21.7 (71.1)                | 13.3 (55.9)                | 5.7 (42.3)                 | 21.0 (69.8)                |
| متوسط درجة الحرارة الصغرى °م (°ف)                           | −3.1 (26.4)                | −0.7 (30.7)                | 5.1 (41.2)                 | 10.9 (51.6)                | 15.2 (59.4)                | 19.6 (67.3)                | 21.1 (70.0)                | 19.6 (67.3)                | 14.5 (58.1)                | 8.6 (47.5)                 | 3.2 (37.8)                 | −1.4 (29.5)                | 9.4 (48.9)                 |
| الهطول مم (إنش)                                             | 18.1 (0.71)                | 25.7 (1.01)                | 28.9 (1.14)                | 23.9 (0.94)                | 20.6 (0.81)                | 11.1 (0.44)                | 4.3 (0.17)                 | 2.4 (0.09)                 | 2.9 (0.11)                 | 15.7 (0.62)                | 20.6 (0.81)                | 26.2 (1.03)                | 200.4 (7.88)               |
| متوسط أيام هطول الأمطار                                     | 9                          | 10                         | 10                         | 9                          | 10                         | 6                          | 5                          | 3                          | 3                          | 5                          | 6                          | 9                          | 85                         |
| المصدر: Centre of Hydrometeorological Service of Uzbekistan |                            |                            |                            |                            |                            |                            |                            |                            |                            |                            |                            |                            |                            |

## أعلام
- ألكسندرا أنتونوفا
- طاهر يولداشيف
- فياتشيلاف بونوماريف
- عادل أحمدوف
- مورودجون أخماداليف